# Hydrotaea cressoni
Hydrotaea cressoni este o specie de muște din genul Hydrotaea, familia Muscidae, descrisă de Malloch în anul 1914. Conform Catalogue of Life specia Hydrotaea cressoni nu are subspecii cunoscute.